# Definició de programari lliure
La definició de programari lliure, escrita per Richard Stallman i publicada per Free Software, és el programari lliure que garanteix que els usuaris tinguin llibertat per utilitzar, estudiar, compartir i modificar aquest programari. El terme "lliure" s'utilitza en el sentit de "lliure d'expressió", no de "gratuïtat. La publicació més antiga coneguda de la definició va ser a l'edició de febrer de 1986 de la publicació del Butlletí de GNU, ara descatalogat, de la FSF. La font canònica del document es troba a la secció de filosofia del lloc web "FSF publishes".

## Les quatre llibertats essencials del programari lliure
La definició publicada per la FSF el febrer de 1986 tenia dos punts:
La paraula "gratuït" del nostre nom no fa referència al preu; fa referència a la llibertat. En primer lloc, la llibertat de copiar un programa i redistribuir-lo als teus veïns, perquè el puguin utilitzar tan bé com tu. En segon lloc, la llibertat de canviar un programa, de manera que el puguis controlar en comptes de que et controli a tu; per a això, el codi font s'ha de posar a la vostra disposició.
L'any 1996, quan es va llançar el lloc web gnu.org, es va definir "programari lliure" fent referència a "tres nivells de llibertat" afegint una menció explícita de la llibertat d'estudiar el programari (que es podria llegir en la definició de dos punts com a part de la llibertat de canviar el programa). Més tard, Stallman va evitar la paraula "nivells", dient que es necessiten totes les llibertats, per la qual cosa és enganyós pensar en termes de nivells.
Finalment, es va afegir una altra llibertat, per dir explícitament que els usuaris haurien de poder executar el programa. Les llibertats existents ja estaven numerades d'un a tres, però aquesta llibertat hauria d'anar abans que les altres, per la qual cosa es va afegir com a "llibertat zero".
La definició moderna defineix el programari lliure segons si el destinatari té o no les quatre llibertats següents:
- La llibertat d'executar el programa com vulgueu, amb qualsevol propòsit (llibertat 0).

- La llibertat d'estudiar com funciona el programa i canviar-lo perquè faci la vostra informàtica com vulgueu (llibertat 1). L'accés al codi font és una condició prèvia per a això.

- La llibertat de redistribuir còpies perquè puguis ajudar el teu veí (llibertat 2).

- La llibertat de distribuir còpies de les vostres versions modificades a altres persones (llibertat 3). D'aquesta manera, podeu donar a tota la comunitat l'oportunitat de beneficiar-se dels vostres canvis. L'accés al codi font és una condició prèvia per a això.

Les llibertats 1 i 3 requereixen que el codi font estigui disponible perquè estudiar i modificar programari sense el seu codi font és molt poc pràctic.

## Definicions posteriors
El juliol de 1997, Bruce Perens va publicar les Directrius de programari lliure de Debian. L'Open Source Initiative (OSI) també va utilitzar una definició basada en el DFSG amb el nom de " The Open Source Definition ".

## Comparació ambla definició de codi obert
Malgrat les diferències filosòfiques entre el moviment del programari lliure i el moviment del programari de codi obert, les definicions oficials de programari lliure per la FSF i de programari de codi obert per l'OSI es refereixen bàsicament a les mateixes llicències de programari, amb algunes excepcions menors. Tot i subratllar aquestes diferències filosòfiques, la Free Software Foundation comenta:
El terme programari "codi obert" és utilitzat per algunes persones per significar més o menys la mateixa categoria que el programari lliure. No és exactament la mateixa classe de programari: accepten algunes llicències que considerem massa restrictives, i hi ha llicències de programari lliure que no han acceptat. Tanmateix, les diferències d'extensió de la categoria són petites: gairebé tot el programari lliure és de codi obert i gairebé tot el programari de codi obert és gratuït.
— Fundació de programari lliure